# Danh sách thực thể bị chiếm đóng ở quần đảo Trường Sa

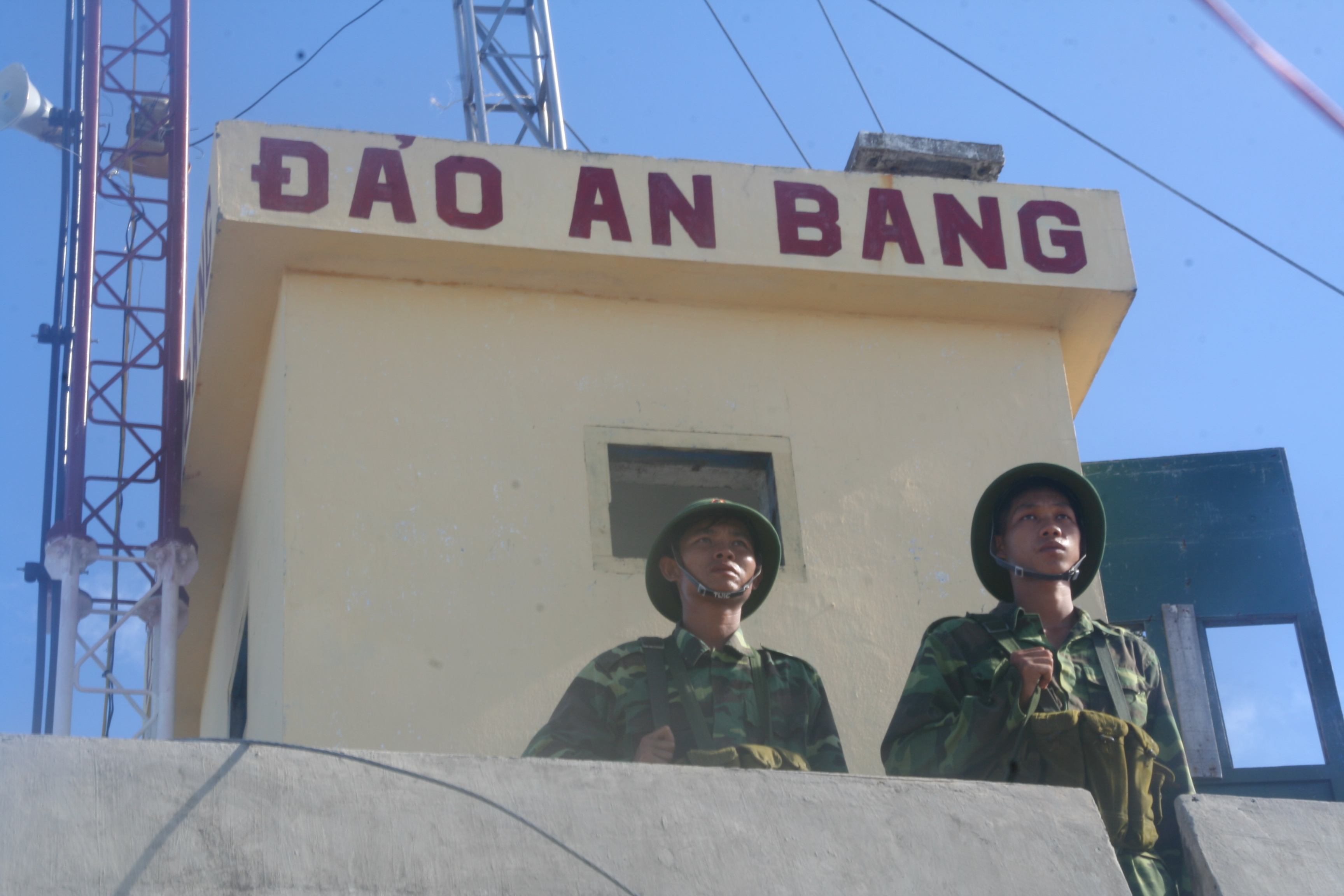
Binh sĩ Việt Nam trên đảo An Bang

Dưới đây liệt kê danh sách các thực thể địa lý theo sự chiếm đóng của từng quốc gia, xếp đồng thời theo thứ tự bảng chữ cái và theo bản chất địa lý. Nguồn thông tin có sẵn trong từng bài riêng của mỗi thực thể. Danh sách này đồng nhất với danh sách lập bởi Sáng kiến Minh bạch Hàng hải Châu Á (AMTI) của Trung tâm Nghiên cứu Chiến lược và Quốc tế (CSIS) bao gồm các thực thể địa lý đã bị quân đội một trong các nước có tranh chấp xây dựng các tiền đồn, công trình quân sự và đồn trú lâu dài. Các công trình nhân tạo trên các thực thể này có thể quan sát bằng ảnh vệ tinh. Trong thực tế, có thể các quốc gia có thể khống chế thêm một số thực thế địa lý lân cận với các thực thể đã bị quốc gia đó chiếm đóng. Brunei là quốc gia duy nhất chưa chiếm thực thể địa lý nào.

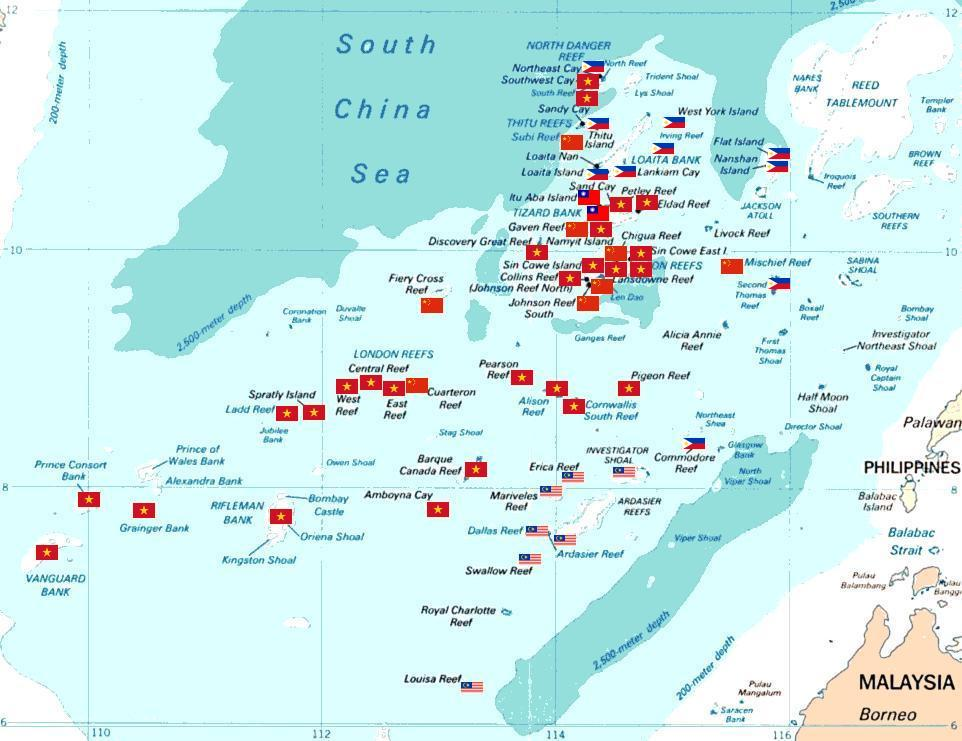
Bản đồ khách quan cho thấy các Quốc gia nào đang sở hữu những thực thể nào trong quần đảo Trường Sa.

Chú thích viết tắt:
STT: số thứ tự;
A: tiếng Anh; F: tiếng Filipino;
H: tiếng Hoa; M: tiếng Mã Lai.

## Việt Nam kiểm soát
| Việt Nam kiểm soát                                                      | Việt Nam kiểm soát | Việt Nam kiểm soát                     | Việt Nam kiểm soát                              | Việt Nam kiểm soát | Việt Nam kiểm soát |
| STT                                                                     | Tên Việt           | Tên khác                               | Tên khác                                        | Tọa độ | Mô tả sơ lược      |
| ----------------------------------------------------------------------- | ------------------ | -------------------------------------- | ----------------------------------------------- | --- | ------------------ |
| 1                                                                       |                    |                                        |                                                 | |                    |
| Đảo An Bang                                                             | A                  | Amboyna Cay                            | 7°53′31″B 112°55′17″Đ / 7,89194°B 112,92139°Đ   | Là một cồn cát dài 200 m, rộng 20 m và cao 2 m. Điều kiện môi trường tại đây rất khắc nghiệt. |                    |
| Đảo An Bang                                                             | F                  | Kalantiaw                              | 7°53′31″B 112°55′17″Đ / 7,89194°B 112,92139°Đ   | Là một cồn cát dài 200 m, rộng 20 m và cao 2 m. Điều kiện môi trường tại đây rất khắc nghiệt. |                    |
| Đảo An Bang                                                             | H                  | 安波沙洲 (An Ba sa châu)               | 7°53′31″B 112°55′17″Đ / 7,89194°B 112,92139°Đ   | Là một cồn cát dài 200 m, rộng 20 m và cao 2 m. Điều kiện môi trường tại đây rất khắc nghiệt. |                    |
| Đảo An Bang                                                             | M                  | Pulau Amboyna Kecil                    | 7°53′31″B 112°55′17″Đ / 7,89194°B 112,92139°Đ   | Là một cồn cát dài 200 m, rộng 20 m và cao 2 m. Điều kiện môi trường tại đây rất khắc nghiệt. |                    |
| 2                                                                       |                    |                                        |                                                 | |                    |
| Đảo Nam Yết                                                             | A                  | Namyit Island                          | 10°10′46″B 114°22′0″Đ / 10,17944°B 114,36667°Đ  | Là một đảo san hô hình bầu dục, dài 700 m, rộng 150 m với diện tích 0,06 km² và cách đảo Ba Bình 11,9 hải lý về phía nam. Việt Nam có kế hoạch lập một khu bảo tồn biển tại đây. |                    |
| Đảo Nam Yết                                                             | F                  | Binago                                 | 10°10′46″B 114°22′0″Đ / 10,17944°B 114,36667°Đ  | Là một đảo san hô hình bầu dục, dài 700 m, rộng 150 m với diện tích 0,06 km² và cách đảo Ba Bình 11,9 hải lý về phía nam. Việt Nam có kế hoạch lập một khu bảo tồn biển tại đây. |                    |
| Đảo Nam Yết                                                             | H                  | 鸿庥岛 (Hồng Hưu đảo)                  | 10°10′46″B 114°22′0″Đ / 10,17944°B 114,36667°Đ  | Là một đảo san hô hình bầu dục, dài 700 m, rộng 150 m với diện tích 0,06 km² và cách đảo Ba Bình 11,9 hải lý về phía nam. Việt Nam có kế hoạch lập một khu bảo tồn biển tại đây. |                    |
| 3                                                                       |                    |                                        |                                                 | |                    |
| Đảo Sinh Tồn                                                            | A                  | Sin Cowe Island                        | 9°53′7″B 114°19′47″Đ / 9,88528°B 114,32972°Đ    | Là một đảo san hô dài 400 m, rộng 220 m, đất đai khô cằn, hầu như không trồng được rau xanh nếu không cải tạo đất. |                    |
| Đảo Sinh Tồn                                                            | F                  | Rurok                                  | 9°53′7″B 114°19′47″Đ / 9,88528°B 114,32972°Đ    | Là một đảo san hô dài 400 m, rộng 220 m, đất đai khô cằn, hầu như không trồng được rau xanh nếu không cải tạo đất. |                    |
| Đảo Sinh Tồn                                                            | H                  | 景宏岛 (Cảnh Hoành đảo)                | 9°53′7″B 114°19′47″Đ / 9,88528°B 114,32972°Đ    | Là một đảo san hô dài 400 m, rộng 220 m, đất đai khô cằn, hầu như không trồng được rau xanh nếu không cải tạo đất. |                    |
| 4                                                                       |                    |                                        |                                                 | |                    |
| Đảo Sinh Tồn Đông                                                       | A                  | Grierson Reef/Cay Sin Cowe East Island | 9°54′9″B 114°33′51″Đ / 9,9025°B 114,56417°Đ     | Là một cồn cát nằm cách đảo Sinh Tồn 14 hải lý về phía đông. Dài 210 m, rộng 100 m, điều kiện khắc nghiệt. |                    |
| Đảo Sinh Tồn Đông                                                       | F                  | Julian Felipe                          | 9°54′9″B 114°33′51″Đ / 9,9025°B 114,56417°Đ     | Là một cồn cát nằm cách đảo Sinh Tồn 14 hải lý về phía đông. Dài 210 m, rộng 100 m, điều kiện khắc nghiệt. |                    |
| Đảo Sinh Tồn Đông                                                       | H                  | 染青沙洲 (Nhiễm Thanh sa châu)         | 9°54′9″B 114°33′51″Đ / 9,9025°B 114,56417°Đ     | Là một cồn cát nằm cách đảo Sinh Tồn 14 hải lý về phía đông. Dài 210 m, rộng 100 m, điều kiện khắc nghiệt. |                    |
| 5                                                                       |                    |                                        |                                                 | |                    |
| Đảo Sơn Ca                                                              | A                  | Sand Cay                               | 10°22′30″B 114°28′48″Đ / 10,375°B 114,48°Đ      | Là một đảo cát nhỏ nằm cách đảo Ba Bình 6,6 hải lý về phía đông. Dài 440 m và rộng 160 m; đất đai khá màu mỡ nhờ một lớp mùn phân chim nên đảo có nhiều cây xanh. |                    |
| Đảo Sơn Ca                                                              | F                  | Bailan                                 | 10°22′30″B 114°28′48″Đ / 10,375°B 114,48°Đ      | Là một đảo cát nhỏ nằm cách đảo Ba Bình 6,6 hải lý về phía đông. Dài 440 m và rộng 160 m; đất đai khá màu mỡ nhờ một lớp mùn phân chim nên đảo có nhiều cây xanh. |                    |
| Đảo Sơn Ca                                                              | H                  | 敦謙沙洲 (Đôn Khiêm sa châu)           | 10°22′30″B 114°28′48″Đ / 10,375°B 114,48°Đ      | Là một đảo cát nhỏ nằm cách đảo Ba Bình 6,6 hải lý về phía đông. Dài 440 m và rộng 160 m; đất đai khá màu mỡ nhờ một lớp mùn phân chim nên đảo có nhiều cây xanh. |                    |
| 6                                                                       |                    |                                        |                                                 | |                    |
| Đảo Trường Sa Biệt danh: Trường Sa Lớn                                  | A                  | Spratly Island                         | 8°38′41″B 111°55′12″Đ / 8,64472°B 111,92°Đ      | Đảo có tên gọi chính thức là Trường Sa nhưng nhiều nguồn tin tức và người tại đây thường dùng biệt danh Trường Sa Lớn. Trường Sa là đảo san hô đứng thứ tư về diện tích trong quần đảo (0,15 km²) và là trung tâm của thị trấn Trường Sa. Đảo có nguồn nước lợ, có đường băng, cảng cá, trạm khí tượng, lớp học, trạm xá,... |                    |
| Đảo Trường Sa Biệt danh: Trường Sa Lớn                                  | H                  | 南威岛 (Nam Uy đảo)                    | 8°38′41″B 111°55′12″Đ / 8,64472°B 111,92°Đ      | Đảo có tên gọi chính thức là Trường Sa nhưng nhiều nguồn tin tức và người tại đây thường dùng biệt danh Trường Sa Lớn. Trường Sa là đảo san hô đứng thứ tư về diện tích trong quần đảo (0,15 km²) và là trung tâm của thị trấn Trường Sa. Đảo có nguồn nước lợ, có đường băng, cảng cá, trạm khí tượng, lớp học, trạm xá,... |                    |
| 7                                                                       |                    |                                        |                                                 | |                    |
| Đảo Song Tử Tây                                                         | A                  | Southwest Cay                          | 11°25′46″B 114°19′53″Đ / 11,42944°B 114,33139°Đ | Song Tử Tây nằm cách Song Tử Đông 1,6 hải lý về phía tây nam. Trên đảo có nhiều cây cối xanh tươi. Đảo có một ngọn đèn biển quan trọng. |                    |
| Đảo Song Tử Tây                                                         | F                  | Pugad                                  | 11°25′46″B 114°19′53″Đ / 11,42944°B 114,33139°Đ | Song Tử Tây nằm cách Song Tử Đông 1,6 hải lý về phía tây nam. Trên đảo có nhiều cây cối xanh tươi. Đảo có một ngọn đèn biển quan trọng. |                    |
| Đảo Song Tử Tây                                                         | H                  | 南子岛 (Nam Tử đảo)                    | 11°25′46″B 114°19′53″Đ / 11,42944°B 114,33139°Đ | Song Tử Tây nằm cách Song Tử Đông 1,6 hải lý về phía tây nam. Trên đảo có nhiều cây cối xanh tươi. Đảo có một ngọn đèn biển quan trọng. |                    |
| 8                                                                       |                    |                                        |                                                 | |                    |
| Đá Cô Lin                                                               | A                  | Collins Reef Johnson North Reef        | 9°46′26″B 114°15′20″Đ / 9,77389°B 114,25556°Đ   | Là một rạn san hô nằm cách đá Gạc Ma 3,9 hải lý (7,2 km) về phía tây bắc, cách đá Len Đao 7 hải lý (13 km) về phía tây. Đá Cô Lin chìm ngập dưới nước khi thủy triều lên. Đây là một trong ba địa điểm diễn ra trận Hải chiến Trường Sa 1988.                                                                                |                    |
| Đá Cô Lin                                                               | H                  | 鬼喊礁 (Quỷ Hám tiêu)                  | 9°46′26″B 114°15′20″Đ / 9,77389°B 114,25556°Đ   | Là một rạn san hô nằm cách đá Gạc Ma 3,9 hải lý (7,2 km) về phía tây bắc, cách đá Len Đao 7 hải lý (13 km) về phía tây. Đá Cô Lin chìm ngập dưới nước khi thủy triều lên. Đây là một trong ba địa điểm diễn ra trận Hải chiến Trường Sa 1988.                                                                                |                    |
| 9                                                                       |                    |                                        |                                                 | |                    |
| Đá Đông                                                                 | A                  | East (London) Reef                     | 8°49′42″B 112°35′48″Đ / 8,82833°B 112,59667°Đ   | Là một rạn san hô vòng có diện tích khoảng 36,4 km² và nằm cách đá Châu Viên 10 hải lý về phía tây. |                    |
| Đá Đông                                                                 | F                  | Silangang Quezon                       | 8°49′42″B 112°35′48″Đ / 8,82833°B 112,59667°Đ   | Là một rạn san hô vòng có diện tích khoảng 36,4 km² và nằm cách đá Châu Viên 10 hải lý về phía tây. |                    |
| Đá Đông                                                                 | H                  | 东礁 (Đông tiêu)                       | 8°49′42″B 112°35′48″Đ / 8,82833°B 112,59667°Đ   | Là một rạn san hô vòng có diện tích khoảng 36,4 km² và nằm cách đá Châu Viên 10 hải lý về phía tây. |                    |
| 10                                                                      |                    |                                        |                                                 | |                    |
| Đá Lát                                                                  | A                  | Ladd Reef                              | 8°40′0″B 111°40′33″Đ / 8,66667°B 111,67583°Đ    | Là một rạn san hô vòng có diện tích khoảng 9,9 km² và nằm cách đảo Trường Sa 13,3 hải lý về phía tây. Đá chìm ngập dưới nước khi thủy triều lên. |                    |
| Đá Lát                                                                  | H                  | 日积礁 (Nhật Tích tiêu)                | 8°40′0″B 111°40′33″Đ / 8,66667°B 111,67583°Đ    | Là một rạn san hô vòng có diện tích khoảng 9,9 km² và nằm cách đảo Trường Sa 13,3 hải lý về phía tây. Đá chìm ngập dưới nước khi thủy triều lên. |                    |
| 11                                                                      |                    |                                        |                                                 | |                    |
| Đá Len Đao                                                              | A                  | Lansdowne Reef                         | 9°46′46″B 114°22′12″Đ / 9,77944°B 114,37°Đ      | Là một rạn san hô nằm cách đá Gạc Ma khoảng 6,4 hải lý về phía đông bắc. Đá Len Đao chìm ngập dưới nước khi thủy triều lên. Đây là một trong ba địa điểm diễn ra trận Hải chiến Trường Sa 1988. |                    |
| Đá Len Đao                                                              | H                  | 琼礁 (Quỳnh tiêu)                      | 9°46′46″B 114°22′12″Đ / 9,77944°B 114,37°Đ      | Là một rạn san hô nằm cách đá Gạc Ma khoảng 6,4 hải lý về phía đông bắc. Đá Len Đao chìm ngập dưới nước khi thủy triều lên. Đây là một trong ba địa điểm diễn ra trận Hải chiến Trường Sa 1988. |                    |
| 12                                                                      |                    |                                        |                                                 | |                    |
| Đá Lớn                                                                  | A                  | Discovery Great Reef                   | 10°03′42″B 113°51′6″Đ / 10,06167°B 113,85167°Đ  | Là một rạn san hô vòng nằm cách đảo Nam Yết 30 hải lý về phía tây-tây nam. |                    |
| Đá Lớn                                                                  | F                  | Paredes                                | 10°03′42″B 113°51′6″Đ / 10,06167°B 113,85167°Đ  | Là một rạn san hô vòng nằm cách đảo Nam Yết 30 hải lý về phía tây-tây nam. |                    |
| Đá Lớn                                                                  | H                  | 大现礁 (Đại Hiện tiêu)                 | 10°03′42″B 113°51′6″Đ / 10,06167°B 113,85167°Đ  | Là một rạn san hô vòng nằm cách đảo Nam Yết 30 hải lý về phía tây-tây nam. |                    |
| 13                                                                      |                    |                                        |                                                 | |                    |
| Đá Nam                                                                  | A                  | South Reef                             | 11°23′14″B 114°17′55″Đ / 11,38722°B 114,29861°Đ | Là một rạn san hô nằm cách đảo Song Tử Tây 3 hải lý về phía tây nam. |                    |
| Đá Nam                                                                  | F                  | Timog                                  | 11°23′14″B 114°17′55″Đ / 11,38722°B 114,29861°Đ | Là một rạn san hô nằm cách đảo Song Tử Tây 3 hải lý về phía tây nam. |                    |
| Đá Nam                                                                  | H                  | 奈羅礁 (Nại La tiêu)                   | 11°23′14″B 114°17′55″Đ / 11,38722°B 114,29861°Đ | Là một rạn san hô nằm cách đảo Song Tử Tây 3 hải lý về phía tây nam. |                    |
| 14                                                                      |                    |                                        |                                                 | |                    |
| Đá Núi Thị                                                              | A                  | Petley Reef                            | 10°24′37″B 114°35′14″Đ / 10,41028°B 114,58722°Đ | Là một rạn san hô nằm cách đảo Sơn Ca khoảng 7 hải lý về phía đông-đông bắc. Diện tích của thực thể này là 1,72 km². |                    |
| Đá Núi Thị                                                              | F                  | Juan Luna                              | 10°24′37″B 114°35′14″Đ / 10,41028°B 114,58722°Đ | Là một rạn san hô nằm cách đảo Sơn Ca khoảng 7 hải lý về phía đông-đông bắc. Diện tích của thực thể này là 1,72 km². |                    |
| Đá Núi Thị                                                              | H                  | 舶兰礁 (Bạc Lan tiêu)                  | 10°24′37″B 114°35′14″Đ / 10,41028°B 114,58722°Đ | Là một rạn san hô nằm cách đảo Sơn Ca khoảng 7 hải lý về phía đông-đông bắc. Diện tích của thực thể này là 1,72 km². |                    |
| 15                                                                      |                    |                                        |                                                 | |                    |
| Đá Núi Le                                                               | A                  | Cornwallis South Reef                  | 8°42′36″B 114°11′6″Đ / 8,71°B 114,185°Đ         | Là một rạn san hô vòng cách đảo Trường Sa 134 hải lý về phía đông, cách đá Tiên Nữ 27 hải lý về phía tây-tây nam, có diện tích 35 km². |                    |
| Đá Núi Le                                                               | F                  | Osmeña                                 | 8°42′36″B 114°11′6″Đ / 8,71°B 114,185°Đ         | Là một rạn san hô vòng cách đảo Trường Sa 134 hải lý về phía đông, cách đá Tiên Nữ 27 hải lý về phía tây-tây nam, có diện tích 35 km². |                    |
| Đá Núi Le                                                               | H                  | 南华礁 (Nam Hoa tiêu)                  | 8°42′36″B 114°11′6″Đ / 8,71°B 114,185°Đ         | Là một rạn san hô vòng cách đảo Trường Sa 134 hải lý về phía đông, cách đá Tiên Nữ 27 hải lý về phía tây-tây nam, có diện tích 35 km². |                    |
| 16                                                                      |                    |                                        |                                                 | |                    |
| Đảo Phan Vinh                                                           | A                  | Pearson Reef                           | 8°58′31″B 113°42′31″Đ / 8,97528°B 113,70861°Đ   | Xét theo khái niệm rộng là một rạn san hô vòng. Nơi đóng quân chính của hải quân Việt Nam có chiều dài 250 m và chiều rộng 130 m. |                    |
| Đảo Phan Vinh                                                           | F                  | Hizon                                  | 8°58′31″B 113°42′31″Đ / 8,97528°B 113,70861°Đ   | Xét theo khái niệm rộng là một rạn san hô vòng. Nơi đóng quân chính của hải quân Việt Nam có chiều dài 250 m và chiều rộng 130 m. |                    |
| Đảo Phan Vinh                                                           | H                  | 毕生礁 (Tất Sinh tiêu)                 | 8°58′31″B 113°42′31″Đ / 8,97528°B 113,70861°Đ   | Xét theo khái niệm rộng là một rạn san hô vòng. Nơi đóng quân chính của hải quân Việt Nam có chiều dài 250 m và chiều rộng 130 m. |                    |
| 17                                                                      |                    |                                        |                                                 | |                    |
| Đá Tây                                                                  | A                  | West (London) Reef                     | 8°51′32″B 112°13′30″Đ / 8,85889°B 112,225°Đ     | Là một rạn san hô vòng nằm cách đảo Trường Sa 19,5 hải lý về phía đông bắc. Tại đây có khu dịch vụ hậu cần nghề cá và tổ hợp nuôi trồng thủy sản thí điểm. |                    |
| Đá Tây                                                                  | F                  | Kanlurang Quezon                       | 8°51′32″B 112°13′30″Đ / 8,85889°B 112,225°Đ     | Là một rạn san hô vòng nằm cách đảo Trường Sa 19,5 hải lý về phía đông bắc. Tại đây có khu dịch vụ hậu cần nghề cá và tổ hợp nuôi trồng thủy sản thí điểm. |                    |
| Đá Tây                                                                  | H                  | 西礁 (Tây tiêu)                        | 8°51′32″B 112°13′30″Đ / 8,85889°B 112,225°Đ     | Là một rạn san hô vòng nằm cách đảo Trường Sa 19,5 hải lý về phía đông bắc. Tại đây có khu dịch vụ hậu cần nghề cá và tổ hợp nuôi trồng thủy sản thí điểm. |                    |
| 18                                                                      |                    |                                        |                                                 | |                    |
| Đá/Bãi Thuyền Chài                                                      | A                  | Barque Canada Reef                     | 8°10′B 113°18′Đ / 8,167°B 113,3°Đ               | Là một rạn san hô vòng lớn có chiều dài 15,8 hải lý và chiều rộng tối đa 1,9 hải lý. Phá nước dài khoảng 13 km và rộng trung bình 2 km. |                    |
| Đá/Bãi Thuyền Chài                                                      | F                  | Magsaysay                              | 8°10′B 113°18′Đ / 8,167°B 113,3°Đ               | Là một rạn san hô vòng lớn có chiều dài 15,8 hải lý và chiều rộng tối đa 1,9 hải lý. Phá nước dài khoảng 13 km và rộng trung bình 2 km. |                    |
| Đá/Bãi Thuyền Chài                                                      | H                  | 柏礁 (Bách tiêu)                       | 8°10′B 113°18′Đ / 8,167°B 113,3°Đ               | Là một rạn san hô vòng lớn có chiều dài 15,8 hải lý và chiều rộng tối đa 1,9 hải lý. Phá nước dài khoảng 13 km và rộng trung bình 2 km. |                    |
| Đá/Bãi Thuyền Chài                                                      | M                  | Terumbu Perahu                         | 8°10′B 113°18′Đ / 8,167°B 113,3°Đ               | Là một rạn san hô vòng lớn có chiều dài 15,8 hải lý và chiều rộng tối đa 1,9 hải lý. Phá nước dài khoảng 13 km và rộng trung bình 2 km. |                    |
| 19                                                                      |                    |                                        |                                                 | |                    |
| Đá Tiên Nữ                                                              | A                  | Tennent Reef (Anh) Pigeon Reef (Mỹ)    | 8°51′18″B 114°39′18″Đ / 8,855°B 114,655°Đ       | Là một rạn san hô vòng nằm ở cực đông của các thực thể thuộc Trường Sa đang do Việt Nam kiểm soát. Diện tích của đá khoảng 10 km². |                    |
| Đá Tiên Nữ                                                              | F                  | Lopez-Jaena                            | 8°51′18″B 114°39′18″Đ / 8,855°B 114,655°Đ       | Là một rạn san hô vòng nằm ở cực đông của các thực thể thuộc Trường Sa đang do Việt Nam kiểm soát. Diện tích của đá khoảng 10 km². |                    |
| Đá Tiên Nữ                                                              | H                  | 无乜礁 (Vô Khiết tiêu)                 | 8°51′18″B 114°39′18″Đ / 8,855°B 114,655°Đ       | Là một rạn san hô vòng nằm ở cực đông của các thực thể thuộc Trường Sa đang do Việt Nam kiểm soát. Diện tích của đá khoảng 10 km². |                    |
| 20                                                                      |                    |                                        |                                                 | |                    |
| Đá Tốc Tan                                                              | A                  | Alison Reef                            | 8°48′42″B 113°59′0″Đ / 8,81167°B 113,98333°Đ    | Là một rạn san hô vòng với chiều dài khoảng 19,4 km và chiều rộng trung bình 4,1 km. Diện tích khoảng 75 km². |                    |
| Đá Tốc Tan                                                              | F                  | De Jesus                               | 8°48′42″B 113°59′0″Đ / 8,81167°B 113,98333°Đ    | Là một rạn san hô vòng với chiều dài khoảng 19,4 km và chiều rộng trung bình 4,1 km. Diện tích khoảng 75 km². |                    |
| Đá Tốc Tan                                                              | H                  | 六门礁 (Lục Môn tiêu)                  | 8°48′42″B 113°59′0″Đ / 8,81167°B 113,98333°Đ    | Là một rạn san hô vòng với chiều dài khoảng 19,4 km và chiều rộng trung bình 4,1 km. Diện tích khoảng 75 km². |                    |
| 21                                                                      |                    |                                        |                                                 | |                    |
| Đảo Trường Sa Đông                                                      | A                  | Central (London) Reef                  | 8°55′52″B 112°21′11″Đ / 8,93111°B 112,35306°Đ   | Là một rạn san hô vòng nằm cách đá Tây khoảng 6 hải lý về phía đông bắc và cách đá Đông khoảng 12,7 hải lý về phía tây-tây bắc. |                    |
| Đảo Trường Sa Đông                                                      | F                  | Gitnang Quezon                         | 8°55′52″B 112°21′11″Đ / 8,93111°B 112,35306°Đ   | Là một rạn san hô vòng nằm cách đá Tây khoảng 6 hải lý về phía đông bắc và cách đá Đông khoảng 12,7 hải lý về phía tây-tây bắc. |                    |
| Đảo Trường Sa Đông                                                      | H                  | 中礁 (Trung tiêu)                      | 8°55′52″B 112°21′11″Đ / 8,93111°B 112,35306°Đ   | Là một rạn san hô vòng nằm cách đá Tây khoảng 6 hải lý về phía đông bắc và cách đá Đông khoảng 12,7 hải lý về phía tây-tây bắc. |                    |
| Tổng cộng: 21 thực thể địa lý, gồm 7 đảo san hô/cồn cùng 14 rạn san hô. |                    |                                        |                                                 | |                    |

Danh sách trên không bao gồm 6 bãi ngầm mà Việt Nam cho là nằm trong thềm lục địa của nước này bao gồm bãi Tư Chính (Vanguard Bank),  bãi Vũng Mây (Rifleman Bank), bãi Phúc Tần (Prince of Wales Bank), bãi Phúc Nguyên (Prince Consort Bank), bãi Quế Đường (Grainger Bank) and bãi Huyền Trân (Alexandra Bank). Việt Nam đã xây dựng các nhà giàn DK1 và đóng quân trên các thực thể này.

## Philippines kiểm soát
| Philippines kiểm soát                                                 | Philippines kiểm soát | Philippines kiểm soát | Philippines kiểm soát                           | Philippines kiểm soát | Philippines kiểm soát |
| STT                                                                   | Tên Việt              | Tên khác              | Tên khác                                        | Tọa độ | Mô tả sơ lược         |
| --------------------------------------------------------------------- | --------------------- | --------------------- | ----------------------------------------------- | --- | --------------------- |
| 1                                                                     |                       |                       |                                                 | |                       |
| Đảo Bến Lạc                                                           | A                     | West York Island      | 11°04′54″B 115°01′26″Đ / 11,08167°B 115,02389°Đ | Là đảo đứng thứ ba về diện tích trong quần đảo (khoảng 0,15 hoặc 0,186 km²). Có nhiều cây bụi và dừa.                                                     |                       |
| Đảo Bến Lạc                                                           | F                     | Likas                 | 11°04′54″B 115°01′26″Đ / 11,08167°B 115,02389°Đ | Là đảo đứng thứ ba về diện tích trong quần đảo (khoảng 0,15 hoặc 0,186 km²). Có nhiều cây bụi và dừa.                                                     |                       |
| Đảo Bến Lạc                                                           | H                     | 西月岛                | 11°04′54″B 115°01′26″Đ / 11,08167°B 115,02389°Đ | Là đảo đứng thứ ba về diện tích trong quần đảo (khoảng 0,15 hoặc 0,186 km²). Có nhiều cây bụi và dừa.                                                     |                       |
| 2                                                                     |                       |                       |                                                 | |                       |
| Đảo Bình Nguyên                                                       | A                     | Flat Island           | 10°48′59″B 115°49′21″Đ / 10,81639°B 115,8225°Đ  | Là một cồn cát dài nhưng hẹp và đang chịu ảnh hưởng của hiện tượng xói mòn.                                                                               |                       |
| Đảo Bình Nguyên                                                       | F                     | Patag                 | 10°48′59″B 115°49′21″Đ / 10,81639°B 115,8225°Đ  | Là một cồn cát dài nhưng hẹp và đang chịu ảnh hưởng của hiện tượng xói mòn.                                                                               |                       |
| Đảo Bình Nguyên                                                       | H                     | 费信岛                | 10°48′59″B 115°49′21″Đ / 10,81639°B 115,8225°Đ  | Là một cồn cát dài nhưng hẹp và đang chịu ảnh hưởng của hiện tượng xói mòn.                                                                               |                       |
| 3                                                                     |                       |                       |                                                 | |                       |
| Đảo Loại Ta                                                           | A                     | Loaita Island         | 10°40′6″B 114°25′26″Đ / 10,66833°B 114,42389°Đ  | Là một hòn đảo có diện tích 0,06 km²; có nhiều thực vật ngập mặn và dừa.                                                                                  |                       |
| Đảo Loại Ta                                                           | F                     | Kota                  | 10°40′6″B 114°25′26″Đ / 10,66833°B 114,42389°Đ  | Là một hòn đảo có diện tích 0,06 km²; có nhiều thực vật ngập mặn và dừa.                                                                                  |                       |
| Đảo Loại Ta                                                           | H                     | 南钥岛                | 10°40′6″B 114°25′26″Đ / 10,66833°B 114,42389°Đ  | Là một hòn đảo có diện tích 0,06 km²; có nhiều thực vật ngập mặn và dừa.                                                                                  |                       |
| 4                                                                     |                       |                       |                                                 | |                       |
| Đảo Song Tử Đông                                                      | A                     | Northeast Cay         | 11°27′10″B 114°21′17″Đ / 11,45278°B 114,35472°Đ | Là đảo đứng thứ năm về diện tích trong quần đảo, cách Song Tử Tây 1,5 hải lý về phía đông bắc. Có nhiều cây xanh.                                         |                       |
| Đảo Song Tử Đông                                                      | F                     | Parola                | 11°27′10″B 114°21′17″Đ / 11,45278°B 114,35472°Đ | Là đảo đứng thứ năm về diện tích trong quần đảo, cách Song Tử Tây 1,5 hải lý về phía đông bắc. Có nhiều cây xanh.                                         |                       |
| Đảo Song Tử Đông                                                      | H                     | 北子岛                | 11°27′10″B 114°21′17″Đ / 11,45278°B 114,35472°Đ | Là đảo đứng thứ năm về diện tích trong quần đảo, cách Song Tử Tây 1,5 hải lý về phía đông bắc. Có nhiều cây xanh.                                         |                       |
| 5                                                                     |                       |                       |                                                 | |                       |
| Đảo Thị Tứ                                                            | A                     | Thitu Island          | 11°03′11″B 114°17′5″Đ / 11,05306°B 114,28472°Đ  | Là đảo đứng thứ hai về diện tích trong quần đảo (0,32 hoặc 0,372 km²) và là trung tâm của đô thị Kalayaan do Philippines lập ra. Có dân thường sinh sống. |                       |
| Đảo Thị Tứ                                                            | F                     | Pag-asa               | 11°03′11″B 114°17′5″Đ / 11,05306°B 114,28472°Đ  | Là đảo đứng thứ hai về diện tích trong quần đảo (0,32 hoặc 0,372 km²) và là trung tâm của đô thị Kalayaan do Philippines lập ra. Có dân thường sinh sống. |                       |
| Đảo Thị Tứ                                                            | H                     | 中业岛                | 11°03′11″B 114°17′5″Đ / 11,05306°B 114,28472°Đ  | Là đảo đứng thứ hai về diện tích trong quần đảo (0,32 hoặc 0,372 km²) và là trung tâm của đô thị Kalayaan do Philippines lập ra. Có dân thường sinh sống. |                       |
| 6                                                                     |                       |                       |                                                 | |                       |
| Đảo Vĩnh Viễn                                                         | A                     | Nanshan Island        | 10°43′59″B 115°48′10″Đ / 10,73306°B 115,80278°Đ | Là một hòn đảo dài 575 m, cao 2,4 m, cách đảo Bình Nguyên 9 km về phía nam-tây nam.                                                                       |                       |
| Đảo Vĩnh Viễn                                                         | F                     | Lawak                 | 10°43′59″B 115°48′10″Đ / 10,73306°B 115,80278°Đ | Là một hòn đảo dài 575 m, cao 2,4 m, cách đảo Bình Nguyên 9 km về phía nam-tây nam.                                                                       |                       |
| Đảo Vĩnh Viễn                                                         | H                     | 马歡岛                | 10°43′59″B 115°48′10″Đ / 10,73306°B 115,80278°Đ | Là một hòn đảo dài 575 m, cao 2,4 m, cách đảo Bình Nguyên 9 km về phía nam-tây nam.                                                                       |                       |
| 7                                                                     |                       |                       |                                                 | |                       |
| Đảo Loại Ta Tây                                                       | A                     | Loaita Cay            | 10°43′42″B 114°21′3″Đ / 10,72833°B 114,35083°Đ  | Là một cồn cát nằm cách đảo Loại Ta 5 hải lý về phía tây bắc.                                                                                             |                       |
| Đảo Loại Ta Tây                                                       | F                     | Panata                | 10°43′42″B 114°21′3″Đ / 10,72833°B 114,35083°Đ  | Là một cồn cát nằm cách đảo Loại Ta 5 hải lý về phía tây bắc.                                                                                             |                       |
| Đảo Loại Ta Tây                                                       | H                     | 南钥沙洲              | 10°43′42″B 114°21′3″Đ / 10,72833°B 114,35083°Đ  | Là một cồn cát nằm cách đảo Loại Ta 5 hải lý về phía tây bắc.                                                                                             |                       |
| 8                                                                     |                       |                       |                                                 | |                       |
| Đá Công Đo                                                            | A                     | Commodore Reef        | 8°21′42″B 115°13′16″Đ / 8,36167°B 115,22111°Đ   | Là một rạn san hô vòng nằm cách đá Tiên Nữ 41,3 hải lý về phía đông nam, hầu như chìm dưới nước khi thủy triều lên.                                       |                       |
| Đá Công Đo                                                            | F                     | Rizal                 | 8°21′42″B 115°13′16″Đ / 8,36167°B 115,22111°Đ   | Là một rạn san hô vòng nằm cách đá Tiên Nữ 41,3 hải lý về phía đông nam, hầu như chìm dưới nước khi thủy triều lên.                                       |                       |
| Đá Công Đo                                                            | H                     | 司令礁                | 8°21′42″B 115°13′16″Đ / 8,36167°B 115,22111°Đ   | Là một rạn san hô vòng nằm cách đá Tiên Nữ 41,3 hải lý về phía đông nam, hầu như chìm dưới nước khi thủy triều lên.                                       |                       |
| Đá Công Đo                                                            | M                     | Terumbu Laksamana     | 8°21′42″B 115°13′16″Đ / 8,36167°B 115,22111°Đ   | Là một rạn san hô vòng nằm cách đá Tiên Nữ 41,3 hải lý về phía đông nam, hầu như chìm dưới nước khi thủy triều lên.                                       |                       |
| 9                                                                     |                       |                       |                                                 | |                       |
| Bãi Cỏ Mây                                                            | A                     | Second Thomas Shoal   | 9°45′8″B 115°51′50″Đ / 9,75222°B 115,86389°Đ    | Là một rạn san hô nằm về phía đông nam của đá Vành Khăn với diện tích khoảng 60 km².                                                                      |                       |
| Bãi Cỏ Mây                                                            | F                     | Ayungin               | 9°45′8″B 115°51′50″Đ / 9,75222°B 115,86389°Đ    | Là một rạn san hô nằm về phía đông nam của đá Vành Khăn với diện tích khoảng 60 km².                                                                      |                       |
| Bãi Cỏ Mây                                                            | H                     | 仁爱礁                | 9°45′8″B 115°51′50″Đ / 9,75222°B 115,86389°Đ    | Là một rạn san hô nằm về phía đông nam của đá Vành Khăn với diện tích khoảng 60 km².                                                                      |                       |
| Tổng cộng: 9 thực thể địa lý, gồm 7 đảo san hô/cồn cùng 2 rạn san hô. |                       |                       |                                                 | |                       |

## Trung Quốc kiểm soát
| Trung Quốc kiểm soát                                    | Trung Quốc kiểm soát | Trung Quốc kiểm soát                         | Trung Quốc kiểm soát                           | Trung Quốc kiểm soát | Trung Quốc kiểm soát |
| STT                                                     | Tên Việt             | Tên khác                                     | Tên khác                                       | Tọa độ | Mô tả sơ lược        |
| ------------------------------------------------------- | -------------------- | -------------------------------------------- | ---------------------------------------------- | --- | -------------------- |
| 1                                                       |                      |                                              |                                                | |                      |
| Đá Châu Viên                                            | A                    | Cuarteron Reef                               | 8°51′54″B 112°49′49″Đ / 8,865°B 112,83028°Đ    | Là một rạn san hô vòng đa phần chìm ngập dưới nước, nằm về phía đông của đá Đông. |                      |
| Đá Châu Viên                                            | F                    | Calderon                                     | 8°51′54″B 112°49′49″Đ / 8,865°B 112,83028°Đ    | Là một rạn san hô vòng đa phần chìm ngập dưới nước, nằm về phía đông của đá Đông. |                      |
| Đá Châu Viên                                            | H                    | 华阳礁                                       | 8°51′54″B 112°49′49″Đ / 8,865°B 112,83028°Đ    | Là một rạn san hô vòng đa phần chìm ngập dưới nước, nằm về phía đông của đá Đông. |                      |
| 2                                                       |                      |                                              |                                                | |                      |
| Đá Chữ Thập                                             | A                    | Fiery Cross Reef Northwest Investigator Reef | 9°32′50″B 112°53′22″Đ / 9,54722°B 112,88944°Đ  | Là một rạn san hô lớn nằm tách biệt khỏi các thực thể khác. Tổng diện tích hơn 110 km². Đây là trung tâm đồn trú của Trung Quốc tại Trường Sa.                                                        |                      |
| Đá Chữ Thập                                             | F                    | Kagitingan                                   | 9°32′50″B 112°53′22″Đ / 9,54722°B 112,88944°Đ  | Là một rạn san hô lớn nằm tách biệt khỏi các thực thể khác. Tổng diện tích hơn 110 km². Đây là trung tâm đồn trú của Trung Quốc tại Trường Sa.                                                        |                      |
| Đá Chữ Thập                                             | H                    | 永暑礁                                       | 9°32′50″B 112°53′22″Đ / 9,54722°B 112,88944°Đ  | Là một rạn san hô lớn nằm tách biệt khỏi các thực thể khác. Tổng diện tích hơn 110 km². Đây là trung tâm đồn trú của Trung Quốc tại Trường Sa.                                                        |                      |
| 3                                                       |                      |                                              |                                                | |                      |
| Cụm đá Ga Ven                                           | A                    | Gaven Reefs                                  | 10°11′7″B 114°14′18″Đ / 10,18528°B 114,23833°Đ | Cụm này gồm hai rạn san hô là đá Ga Ven và đá Lạc, lần lượt nằm cách đảo Nam Yết 8,5 và 7 hải lý về phía tây.                                                                                         |                      |
| Cụm đá Ga Ven                                           | H                    | 南薰礁                                       | 10°11′7″B 114°14′18″Đ / 10,18528°B 114,23833°Đ | Cụm này gồm hai rạn san hô là đá Ga Ven và đá Lạc, lần lượt nằm cách đảo Nam Yết 8,5 và 7 hải lý về phía tây.                                                                                         |                      |
| 4                                                       |                      |                                              |                                                | |                      |
| Đá Gạc Ma                                               | A                    | Johnson South Reef                           | 9°42′54″B 114°17′14″Đ / 9,715°B 114,28722°Đ    | Là một rạn san hô nằm ở đầu mút tây nam của cụm Sinh Tồn và là một trong ba địa điểm diễn ra trận Hải chiến Trường Sa vào tháng 3 năm 1988.                                                           |                      |
| Đá Gạc Ma                                               | F                    | Mabini                                       | 9°42′54″B 114°17′14″Đ / 9,715°B 114,28722°Đ    | Là một rạn san hô nằm ở đầu mút tây nam của cụm Sinh Tồn và là một trong ba địa điểm diễn ra trận Hải chiến Trường Sa vào tháng 3 năm 1988.                                                           |                      |
| Đá Gạc Ma                                               | H                    | 赤瓜礁                                       | 9°42′54″B 114°17′14″Đ / 9,715°B 114,28722°Đ    | Là một rạn san hô nằm ở đầu mút tây nam của cụm Sinh Tồn và là một trong ba địa điểm diễn ra trận Hải chiến Trường Sa vào tháng 3 năm 1988.                                                           |                      |
| 5                                                       |                      |                                              |                                                | |                      |
| Đá Tư Nghĩa                                             | A                    | Hughes Reef                                  | 9°54′31″B 114°29′50″Đ / 9,90861°B 114,49722°Đ  | Là một rạn san hô nằm ở phía tây-tây bắc của đảo Sinh Tồn Đông. Chỉ nổi lên khỏi mặt nước khi thủy triều xuống.                                                                                       |                      |
| Đá Tư Nghĩa                                             | H                    | 东门礁                                       | 9°54′31″B 114°29′50″Đ / 9,90861°B 114,49722°Đ  | Là một rạn san hô nằm ở phía tây-tây bắc của đảo Sinh Tồn Đông. Chỉ nổi lên khỏi mặt nước khi thủy triều xuống.                                                                                       |                      |
| 6                                                       |                      |                                              |                                                | |                      |
| Đá Vành Khăn                                            | A                    | Mischief Reef                                | 9°54′10″B 115°32′11″Đ / 9,90278°B 115,53639°Đ  | Là một rạn san hô vòng đa phần chìm dưới nước, nằm cách đảo Vĩnh Viễn 51 hải lý về phía nam. Đây là nơi từng diễn ra nhiều tranh chấp căng thẳng giữa Philippines và Trung Quốc trong thập niên 1990. |                      |
| Đá Vành Khăn                                            | F                    | Panganiban                                   | 9°54′10″B 115°32′11″Đ / 9,90278°B 115,53639°Đ  | Là một rạn san hô vòng đa phần chìm dưới nước, nằm cách đảo Vĩnh Viễn 51 hải lý về phía nam. Đây là nơi từng diễn ra nhiều tranh chấp căng thẳng giữa Philippines và Trung Quốc trong thập niên 1990. |                      |
| Đá Vành Khăn                                            | H                    | 美济礁                                       | 9°54′10″B 115°32′11″Đ / 9,90278°B 115,53639°Đ  | Là một rạn san hô vòng đa phần chìm dưới nước, nằm cách đảo Vĩnh Viễn 51 hải lý về phía nam. Đây là nơi từng diễn ra nhiều tranh chấp căng thẳng giữa Philippines và Trung Quốc trong thập niên 1990. |                      |
| 7                                                       |                      |                                              |                                                | |                      |
| Đá Xu Bi                                                | A                    | Subi Reef                                    | 10°55′25″B 114°05′5″Đ / 10,92361°B 114,08472°Đ | Là một rạn san hô vòng nằm cách đảo Thị Tứ 26 km về phía tây nam. Trung Quốc đã xây dựng một đường băng tại đây.                                                                                      |                      |
| Đá Xu Bi                                                | F                    | Zamora                                       | 10°55′25″B 114°05′5″Đ / 10,92361°B 114,08472°Đ | Là một rạn san hô vòng nằm cách đảo Thị Tứ 26 km về phía tây nam. Trung Quốc đã xây dựng một đường băng tại đây.                                                                                      |                      |
| Đá Xu Bi                                                | H                    | 渚碧礁                                       | 10°55′25″B 114°05′5″Đ / 10,92361°B 114,08472°Đ | Là một rạn san hô vòng nằm cách đảo Thị Tứ 26 km về phía tây nam. Trung Quốc đã xây dựng một đường băng tại đây.                                                                                      |                      |
| Tổng cộng: 7 thực thể địa lý; tất cả đều là rạn san hô. |                      |                                              |                                                | |                      |

## Malaysia kiểm soát
| Malaysia kiểm soát                                                | Malaysia kiểm soát | Malaysia kiểm soát  | Malaysia kiểm soát                            | Malaysia kiểm soát | Malaysia kiểm soát |
| STT                                                               | Tên Việt           | Tên khác            | Tên khác                                      | Tọa độ | Mô tả sơ lược      |
| ----------------------------------------------------------------- | ------------------ | ------------------- | --------------------------------------------- | --- | ------------------ |
| 1                                                                 |                    |                     |                                               | |                    |
| Đá Én Ca                                                          | A                  | Erica Reef          | 8°06′22″B 114°08′1″Đ / 8,10611°B 114,13361°Đ  | Là một rạn san hô vòng đa phần chìm ngập dưới nước khi thủy triều lên. |                    |
| Đá Én Ca                                                          | F                  | Gabriela Silang     | 8°06′22″B 114°08′1″Đ / 8,10611°B 114,13361°Đ  | Là một rạn san hô vòng đa phần chìm ngập dưới nước khi thủy triều lên. |                    |
| Đá Én Ca                                                          | H                  | 簸箕礁              | 8°06′22″B 114°08′1″Đ / 8,10611°B 114,13361°Đ  | Là một rạn san hô vòng đa phần chìm ngập dưới nước khi thủy triều lên. |                    |
| Đá Én Ca                                                          | M                  | Terumbu Siput       | 8°06′22″B 114°08′1″Đ / 8,10611°B 114,13361°Đ  | Là một rạn san hô vòng đa phần chìm ngập dưới nước khi thủy triều lên. |                    |
| 2                                                                 |                    |                     |                                               | |                    |
| Đá Hoa Lau                                                        | A                  | Swallow Reef        | 7°22′25″B 113°49′37″Đ / 7,37361°B 113,82694°Đ | Là một rạn san hô vòng nằm cách đảo An Bang 60 hải lý về phía đông nam. Malaysia biến góc đông nam của đá này thành một đảo nhân tạo với một đường băng dài và một khu nghỉ dưỡng dành cho khách du lịch. |                    |
| Đá Hoa Lau                                                        | H                  | 弹丸礁              | 7°22′25″B 113°49′37″Đ / 7,37361°B 113,82694°Đ | Là một rạn san hô vòng nằm cách đảo An Bang 60 hải lý về phía đông nam. Malaysia biến góc đông nam của đá này thành một đảo nhân tạo với một đường băng dài và một khu nghỉ dưỡng dành cho khách du lịch. |                    |
| Đá Hoa Lau                                                        | M                  | Pulau Layang-Layang | 7°22′25″B 113°49′37″Đ / 7,37361°B 113,82694°Đ | Là một rạn san hô vòng nằm cách đảo An Bang 60 hải lý về phía đông nam. Malaysia biến góc đông nam của đá này thành một đảo nhân tạo với một đường băng dài và một khu nghỉ dưỡng dành cho khách du lịch. |                    |
| 3                                                                 |                    |                     |                                               | |                    |
| Đá Kỳ Vân                                                         | A                  | Mariveles Reef      | 7°58′27″B 113°54′56″Đ / 7,97417°B 113,91556°Đ | Là một rạn san hô vòng nằm cách bãi Thuyền Chài 35 hải lý về phía đông nam. Tổng diện tích khoảng 17 km².                                                                                                 |                    |
| Đá Kỳ Vân                                                         | H                  | 南海礁              | 7°58′27″B 113°54′56″Đ / 7,97417°B 113,91556°Đ | Là một rạn san hô vòng nằm cách bãi Thuyền Chài 35 hải lý về phía đông nam. Tổng diện tích khoảng 17 km².                                                                                                 |                    |
| Đá Kỳ Vân                                                         | M                  | Terumbu Mantanani   | 7°58′27″B 113°54′56″Đ / 7,97417°B 113,91556°Đ | Là một rạn san hô vòng nằm cách bãi Thuyền Chài 35 hải lý về phía đông nam. Tổng diện tích khoảng 17 km².                                                                                                 |                    |
| 4                                                                 |                    |                     |                                               | |                    |
| Đá Kiêu Ngựa                                                      | A                  | Ardasier Reef       | 7°37′7″B 113°56′33″Đ / 7,61861°B 113,9425°Đ   | Là một rạn san hô vòng ("đá") thuộc một hệ thống san hô ngầm ("bãi") có cùng tên gọi là Kiêu Ngựa. Đá Kiêu Ngựa có diện tích là 8 km².                                                                    |                    |
| Đá Kiêu Ngựa                                                      | F                  | Antonio Luna        | 7°37′7″B 113°56′33″Đ / 7,61861°B 113,9425°Đ   | Là một rạn san hô vòng ("đá") thuộc một hệ thống san hô ngầm ("bãi") có cùng tên gọi là Kiêu Ngựa. Đá Kiêu Ngựa có diện tích là 8 km².                                                                    |                    |
| Đá Kiêu Ngựa                                                      | H                  | 光星仔礁            | 7°37′7″B 113°56′33″Đ / 7,61861°B 113,9425°Đ   | Là một rạn san hô vòng ("đá") thuộc một hệ thống san hô ngầm ("bãi") có cùng tên gọi là Kiêu Ngựa. Đá Kiêu Ngựa có diện tích là 8 km².                                                                    |                    |
| Đá Kiêu Ngựa                                                      | M                  | Terumbu Ubi         | 7°37′7″B 113°56′33″Đ / 7,61861°B 113,9425°Đ   | Là một rạn san hô vòng ("đá") thuộc một hệ thống san hô ngầm ("bãi") có cùng tên gọi là Kiêu Ngựa. Đá Kiêu Ngựa có diện tích là 8 km².                                                                    |                    |
| 5                                                                 |                    |                     |                                               | |                    |
| Bãi Thám Hiểm                                                     | A                  | Investigator Shoal  | 8°7′21″B 114°41′54″Đ / 8,1225°B 114,69833°Đ   | Là một rạn san hô vòng lớn với tổng diện tích khoảng 205 km². Trong khu vực bãi Thám Hiểm, có những rạn san hô nổi bật và đã được đặt tên như đá Gia Hội, đá Gia Phú và đá Sâu.                           |                    |
| Bãi Thám Hiểm                                                     | F                  | Pawikan             | 8°7′21″B 114°41′54″Đ / 8,1225°B 114,69833°Đ   | Là một rạn san hô vòng lớn với tổng diện tích khoảng 205 km². Trong khu vực bãi Thám Hiểm, có những rạn san hô nổi bật và đã được đặt tên như đá Gia Hội, đá Gia Phú và đá Sâu.                           |                    |
| Bãi Thám Hiểm                                                     | H                  | 榆亚暗沙            | 8°7′21″B 114°41′54″Đ / 8,1225°B 114,69833°Đ   | Là một rạn san hô vòng lớn với tổng diện tích khoảng 205 km². Trong khu vực bãi Thám Hiểm, có những rạn san hô nổi bật và đã được đặt tên như đá Gia Hội, đá Gia Phú và đá Sâu.                           |                    |
| Bãi Thám Hiểm                                                     | M                  | Terumbu Peninjau    | 8°7′21″B 114°41′54″Đ / 8,1225°B 114,69833°Đ   | Là một rạn san hô vòng lớn với tổng diện tích khoảng 205 km². Trong khu vực bãi Thám Hiểm, có những rạn san hô nổi bật và đã được đặt tên như đá Gia Hội, đá Gia Phú và đá Sâu.                           |                    |
| Tổng cộng: 5 thực thể địa lý; tất cả đều là rạn san hô nói chung. |                    |                     |                                               | |                    |

Hải quân Malaysia có thể kiểm soát đá Suối Cát (Dallas Reef) từ tiền đồn của họ ở đá Kiêu Ngựa gần đó. Trong những năm 1980, Malaysia cũng đặt các đèn hiệu ở đá Sác Lốt (Royal Charlotte Reef) và đá Louisa (Louisa Reef) để khẳng định chủ quyền. Tuy nhiên các nguồn tin gần đây từ Malaysia, Brunei, và Hoa Kỳ đều xác nhận rằng không có quân đội nước nào trên thực tế đã chiếm đóng ba thực thể nói trên.

## Đài Loan kiểm soát
| Đài Loan kiểm soát                          | Đài Loan kiểm soát | Đài Loan kiểm soát | Đài Loan kiểm soát                              | Đài Loan kiểm soát | Đài Loan kiểm soát |
| STT                                         | Tên Việt           | Tên khác           | Tên khác                                        | Tọa độ | Mô tả sơ lược      |
| ------------------------------------------- | ------------------ | ------------------ | ----------------------------------------------- | --- | ------------------ |
| 1                                           |                    |                    |                                                 | |                    |
| Đảo Ba Bình                                 | A                  | Itu Aba Island     | 10°22′37″B 114°21′56″Đ / 10,37694°B 114,36556°Đ | Là đảo san hô đứng đầu về diện tích tự nhiên trong quần đảo (0,4896 km²). Trên đảo có rất nhiều nước ngọt, đất đai màu mỡ và có nhiều cây cối xanh tươi. Trong Chiến tranh thế giới thứ hai, Đế quốc Nhật Bản đã chiếm đảo này để làm căn cứ cho các đội tàu ngầm. Tháng 12 năm 1946, Trung Hoa Dân quốc (Đài Loan) cho quân đội đổ bộ lên Ba Bình nhưng rồi rút đi vào năm 1950. Đến năm 1956 họ mới quay trở lại và kiểm soát hòn đảo cho đến tận ngày nay. |                    |
| Đảo Ba Bình                                 | F                  | Ligaw              | 10°22′37″B 114°21′56″Đ / 10,37694°B 114,36556°Đ | Là đảo san hô đứng đầu về diện tích tự nhiên trong quần đảo (0,4896 km²). Trên đảo có rất nhiều nước ngọt, đất đai màu mỡ và có nhiều cây cối xanh tươi. Trong Chiến tranh thế giới thứ hai, Đế quốc Nhật Bản đã chiếm đảo này để làm căn cứ cho các đội tàu ngầm. Tháng 12 năm 1946, Trung Hoa Dân quốc (Đài Loan) cho quân đội đổ bộ lên Ba Bình nhưng rồi rút đi vào năm 1950. Đến năm 1956 họ mới quay trở lại và kiểm soát hòn đảo cho đến tận ngày nay. |                    |
| Đảo Ba Bình                                 | H                  | 太平島             | 10°22′37″B 114°21′56″Đ / 10,37694°B 114,36556°Đ | Là đảo san hô đứng đầu về diện tích tự nhiên trong quần đảo (0,4896 km²). Trên đảo có rất nhiều nước ngọt, đất đai màu mỡ và có nhiều cây cối xanh tươi. Trong Chiến tranh thế giới thứ hai, Đế quốc Nhật Bản đã chiếm đảo này để làm căn cứ cho các đội tàu ngầm. Tháng 12 năm 1946, Trung Hoa Dân quốc (Đài Loan) cho quân đội đổ bộ lên Ba Bình nhưng rồi rút đi vào năm 1950. Đến năm 1956 họ mới quay trở lại và kiểm soát hòn đảo cho đến tận ngày nay. |                    |
| Tổng cộng: 1 thực thể địa lý là đảo san hô. |                    |                    |                                                 | |                    |

Các nguồn từ Đài Loan khẳng định nước này đã chiếm thêm bãi Bàn Than gần cạnh đảo Ba Bình. Điều này là do nước này đã xây dựng một số cấu trúc tạm thời trên thực thể này vào năm 1995 và 2004 cũng như một số quan chức của họ đã đổ bộ lên bãi cát này vào năm 2003 và 2012. Tuy nhiên theo Lâu Năm Góc, gần đây không có tiền đồn hay bất cứ công trình nhân tạo nào có thể quan sát được bằng vệ tinh trên bãi Bàn Than. Các nguồn tin địa phương cũng tường thuật rằng quân đội Việt Nam cũng như Đài Loan thường xuyên đặt các vật thể lên trên bãi này và dùng chúng làm bia tập bắn.